# 拉鲁西耶尔
拉鲁西耶尔（法語：La Roussière，法語發音：[la ʁusjɛʁ]）是法国厄尔省的一个旧市镇，位于该省西南部，属于贝尔奈区。2016年1月1日，拉鲁西耶尔和相邻的另外15个市镇合并为新市镇乌什地区梅尼勒（Mesnil-en-Ouche）。

## 地理
拉鲁西耶尔（48°57'41"N, 0°34'48"E）面积10.23 平方千米，位于法国诺曼底大区厄尔省，该省份为法国北部内陆省份，北起滨海塞纳省，西接奧恩省和卡爾瓦多斯省，南至厄尔-卢瓦省，东临瓦兹省、瓦兹河谷省和伊夫林省。
与拉鲁西耶尔接壤的市镇（或旧市镇、城区）包括：尚布拉克、埃皮奈、日赛拉库德尔、朗德佩勒斯、圣阿尼昂德塞尼耶尔。

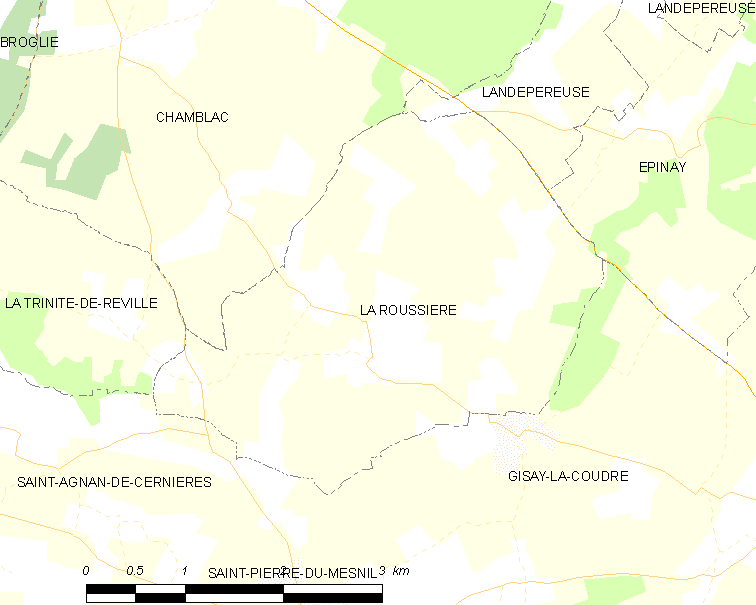
拉鲁西耶尔的OSM定位图

拉鲁西耶尔的时区为UTC+01:00、UTC+02:00（夏令时）。

## 行政
拉鲁西耶尔的邮政编码为27270，INSEE市镇编码为27499。

## 政治
拉鲁西耶尔所属的省级选区为贝尔奈县。

## 人口

1962-2008年间拉鲁西耶尔人口变化图示

拉鲁西耶尔于2018年1月1日时的人口数量为218人。